# John Poulett (2e baron Poulett)
John Poulett (1615 - 15 septembre 1665), de Hinton St George à Somerset, est un pair anglais et député qui s'est battu du côté royaliste pendant la guerre civile anglaise.

## Biographie

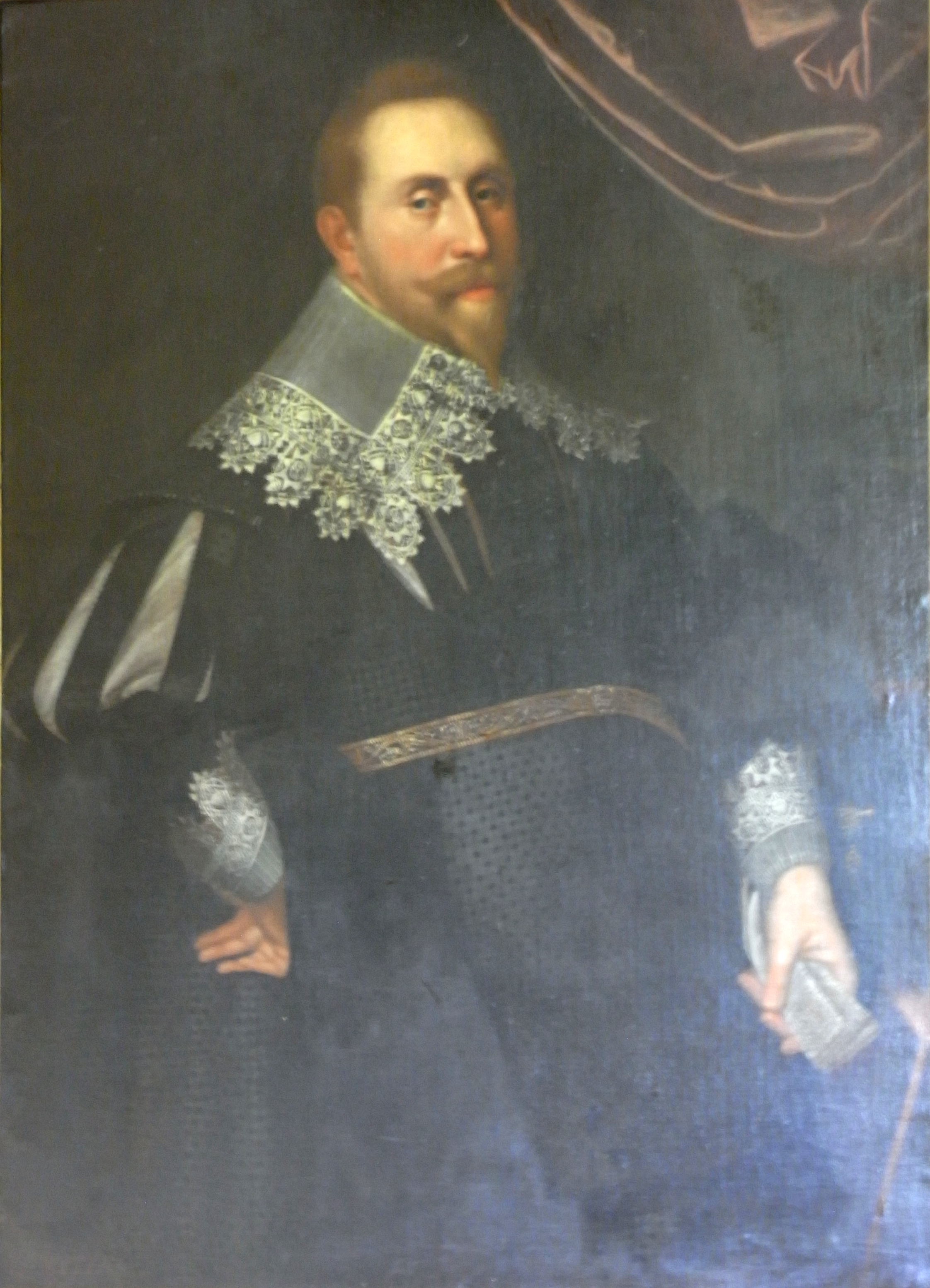
John Poulett, 2e baron Poulett, portrait par un artiste inconnu, collection de Great Fulford House, Devon

Fils de John Poulett (1er baron Poulett) (1585-1649), il est fait chevalier en 1635 et élu député de Somerset au Long Parlement en 1640, mais il est renvoyé pour sympathie royaliste en 1642. En 1643, il obtient le diplôme de Docteur en médecine du Collège Exeter, à Oxford. Pendant la guerre, il commande pour la première fois un régiment à Munster, mais après la conclusion de la paix en Irlande, ses troupes se rendent en Angleterre, où elles font partie de la garnison du Château de Winchester jusqu'à sa capitulation. Il se marie avec Catherine, fille de Horace Vere (1er baron Vere de Tilbury) et veuve d’Oliver St John, qui s’est avérée chanceuse puisque sa sœur est mariée au leader parlementaire Lord Fairfax. A la fin de la guerre, Poulett est condamné à une amende de 9 400 £ pour ses activités. Il est libéré après avoir payé seulement 1 800 £ "par respect pour le Lord Général".
Sir John succède à son père dans la pairie en 1649. Il s'exile à l'étranger en 1658, mais revient après la restauration.